# فيليب فوستر
فيليب فوستر (بالإنجليزية: Philip Staveley Foster)‏ هو سياسي بريطاني (وحمل سابقاً جنسية المملكة المتحدة لبريطانيا العظمى وأيرلندا)، ولد في 11 يوليو 1865، وتوفي في 5 مارس 1933. حزبياً، نشط في حزب المحافظين.

## مناصب
- في الانتخابات الفرعية في مجلس العموم البريطاني [الإنجليزية]‏، انتخب عضو برلمان المملكة المتحدة الـ27 عن دائرة Stratford-on-Avon ‏ (25 يونيو 1901 – 8 يناير 1906).
- في الانتخابات الفرعية في مجلس العموم البريطاني [الإنجليزية]‏، انتخب عضو برلمان المملكة المتحدة الـ28 عن دائرة Stratford-on-Avon ‏ (4 مايو 1909 – 10 يناير 1910).
- في الانتخابات العمومية البريطانية في يناير 1910 [الإنجليزية]‏، انتخب عضو برلمان المملكة المتحدة الـ29 عن دائرة Stratford-on-Avon ‏ (15 يناير 1910 – 28 نوفمبر 1910).
- في الانتخابات العمومية البريطانية في ديسمبر 1910 [الإنجليزية]‏، انتخب عضو برلمان المملكة المتحدة الـ30 عن دائرة Stratford-on-Avon ‏ (3 ديسمبر 1910 – 25 نوفمبر 1918).